# Anandamid
Arachidonylethanolamid, auch Anandamid genannt, ist das Ethanolamin-Derivat der Arachidonsäure, einer vierfach ungesättigten Fettsäure, die besonders häufig im zentralen Nervensystem vorkommt. Anandamid wird vom Körper selbst gebildet (sofern Linolsäure vorliegt) und ist somit eine endogene Substanz.

## Wirkung
Anandamid (von Sanskrit Ananda: Freude oder reines Glück) bindet an die Rezeptoren des Endocannabinoid-Systems, an denen auch das THC der Cannabis-Pflanze andockt. Es ist bei ausreichender Dosierung auch in der Lage, THC und weitere Cannabinoide zu verdrängen. Es bindet auch an Vanilloid-TRPV1-Rezeptoren.
Die hauptsächlich interagierenden Regionen des Gehirnes scheinen diejenigen zu sein, die mit der Wahrnehmung und Gedankenverarbeitung bzw. den Bewegungsabläufen beschäftigt sind.
Anandamid kann durch die Cyclooxygenase-2 (nicht aber durch die Cyclooxygenase-1) zu Prostanoiden verstoffwechselt werden, deren Funktion noch unbekannt ist.
Arachidonylethanolamid wird jedoch größtenteils durch Fettsäureamid-Hydrolase (FAAH) durch Spaltung zu Arachidonsäure und Ethanolamin abgebaut.
Im März 2008 veröffentlichten britische Wissenschaftler von der Universität Leicester im Journal of the American Medical Association einen Artikel, in dem sie die Vermutung aufstellen, eine erhöhte Anandamidkonzentration im Blut schwangerer Frauen könne ein Anzeichen für ein erhöhtes Fehlgeburtsrisiko sein.

## Struktur
Strukturchemisch gibt es zwischen Anandamid und THC signifikante Unterschiede. Die ausgeprägte Lipophilie (Fettlöslichkeit) hingegen ist beiden Verbindungen gemein. Detaillierte Untersuchungen ergaben jedoch, dass THC und Anandamid eine sehr ähnliche dreidimensionale Struktur besitzen. Pharmakokinetisch wird Anandamid deutlich schneller abgebaut (nach ca. 30 Minuten kein Effekt mehr messbar) als THC, das einige Stunden wirksam bleibt.

## Analytik
Zur zuverlässigen qualitativen und quantitativen Bestimmung in biologischem Untersuchungsmaterial kommen nach angemessener Probenvorbereitung die Kopplung der HPLC oder Kapillargaschromatographie mit der Massenspektrometrie in Frage.

## Vorkommen
Anandamid sowie die Ethanolamide zweier anderer ungesättigter Fettsäuren (Oleoyl- und Linoleoylethanolamid) wurden in Schokolade und Kakaopulver nachgewiesen.

## Entdeckung
Anandamid wurde 1992 vom tschechischen Chemiker Lumír Ondřej Hanuš, dem amerikanischen Molekularpharmakologen William Anthony Devane und  Raphael Mechoulam entdeckt; kurz danach wurden seine pharmakologischen Wirkungen beschrieben.